# Неравенство Кон-Фоссена
Неравенство Кон-Фоссена связывает интеграл от гауссовой кривизны некомпактной поверхности с её эйлеровой характеристикой.
Это неравенство аналогично формуле Гаусса — Бонне.
Названо в честь Стефана Эммануиловича Кон-Фоссена.

## Формулировка
Для любой поверхности {\displaystyle S} с полной римановой метрикой и ограниченной интегральной кривизной выполняется неравенство
{\displaystyle \iint \limits _{S}K\leq 2\cdot \pi \cdot \chi (S),}
где {\displaystyle K} обозначает гауссову кривизну и {\displaystyle \chi (S)} — Эйлерову характеристику {\displaystyle S}.

## Примеры
- Если {\displaystyle S} — компактная поверхность без края, то неравенство переходит в равенство согласно формуле Гаусса — Бонне.
- Если {\displaystyle S} — плоскость, то неравенство становится строгим (его левая часть равна нулю, правая — {\displaystyle 2\pi }).